# Granica Omana i Ujedinjenih Arapskih Emirata
Granica između Omana i Ujedinjenih Arapskih Emirata sastoji se od tri odvojena dijela ukupne duljine 609 km.

## Opis

### Sjeverni dio (Musandam)
Sjeverni dio granice dijeli omansku eksklavu Musandam od UAE Emirata Fujairah i Ras al-Khaimah. Ovaj poluotok omogućava nadzor nad strateškim Hormuškim tjesnacem. Ovaj dio granice se sastoji od niza nepravilnih, iako približno ravnih linija koje prolaze kroz planinski teren, od zapadne obale Perzijskog zaljeva do istočne obale Omanskog zaljeva.

### Središnji dio (enklava)
Srednji dio granice sastoji se od omanske enklave Madha, unutar koje se nalazi protuenklava UAE Nahwa, koja pripada emiratu Sharjah.

### Južni dio
Južni i daleko najduži dio granice počinje na sjeveru na obali Omanskog zaljeva, južno od Kalbe u emiratu Sharjah. Zatim nastavlja prema unutrašnjosti otprilike jugozapadno nizom nepravilnih linija, lučno se okrećući prema jugu ostavljajući Hattu u UAE. Granica se zatim nastavlja otprilike jugozapadno do omanske tromeđe, osim na dijelu jugoistočno od Al-Aina gdje teritorij UAE strši u Oman.

## Povijest
Tijekom 19. stoljeća Britanija je potpisala niz ugovora o protektoratu sa sedam emirata na obali tada poznatoj kao "Gusarska obala", čime su nastale tzv. Trucijalne države. Britanija je također preko svog sultana vršila protektoratsku kontrolu nad Omanom. Granice u ovom dijelu Arapskog poluotoka ostale su nejasne; Britanija i Osmansko Carstvo teoretski su podijelili svoja područja utjecaja u Arabiji putem takozvanih "Plavih" i "Ljubičastih linija" 1913. – 14., Međutim ti su ugovori poništeni nakon raspada Osmanskog Carstva nakon Prvog svjetskog rata.
Enklave Madha i Nahwa su nastale 1930-ih i 1940-ih godina, nakon spora oko vlasništva nad područjem između Omana i lokalnih emira, koji je riješen glasanjem među seoskim starješinama. Granice enklava konačno su definirane 1969.
Pedesetih godina prošlog stoljeća Britanija je imenovala Juliana Walkera da ispita preciznije granice između Trucijalnih država i Omana. Međutim, do neovisnosti Trucijalnih država (kao Ujedinjenih Arapskih Emirata) 1971., veći dio granice ostao je neoznačen, zbog čega je došlo do nekoliko sporova. Granični dio Ras Al Khaimah riješen je 1979. godine nakon sukoba koji je nastao 1977. – 78. nakon otkrića nafte u tom području. Odnosi između dvije države zaoštrili su se 1980-ih i 1990-ih, što je rezultiralo sporazumom o granici za južni dio granice 1999., nakon čega je uslijedilo potpuno razgraničenje granice ratificirano u Abu Dhabiju 22. lipnja 2002.

## Ograda
UAE su 2002. objavili da postavljaju ogradu duž granice s Omanom (osim u području enklave Madha-Nahwa) u nastojanju da obuzdaju protok ilegalnih migranata, droga i terorista u zemlju. Izgrađena barijera je granična ograda od bodljikave žice visine 4 metra.

## Naselja uz granicu

### Oman
- Tibat
- Quroon as Said
- Dibba Al-Baya
- Al Wajajah
- Aswad
- A'Tuvayah
- Hadf
- Al-Buraimi
- Mahdah
- Hamasa
- Al Qabil
- Sahl al Arba
- Safah
- Al Khuwayr

### UAE
- Sha'am
- Al Jeer
- Dibba Al-Fujairah
- Dibba Al-Hisn
- Shis
- Qidfa
- Sayh Mudayrah
- Mirbah
- Wahla
- Al Nasla
- Mosfuj
- Al Qor
- Fili
- Al Madam
- Shwaib
- Al Ain
- Al Ghafan
- Mezyad
- Al Arad
- Al Qua’a
- Umm az Zamul

## Granični prijelazi
Na sjevernom dijelu granice postoje dva granična prijelaza (Tibat i Dibba) a četiri na glavnom južnom dijelu (Hatta/Al Wajajah, Hilli, Jebel Hafeet i Khatmat Malaha). U enklavama Madha-Nahwa nema granične kontrole.